# A Class (album)
A Class là album đầu tay của nhóm nhạc nữ Hàn Quốc thuộc quyền quản lý của JYP Entertainment, Miss A. Album được phát hành ngày 18 tháng 7 năm 2011, gồm 13 ca khúc. "Good Bye Baby" được chọn là đĩa đơn quảng bá cho album.

## Video ca nhạc

### Good Bye Baby
Teaser của video được bắt đầu phát hành vào ngày 11 tháng 7, với các teaser của từng thành viên: Bắt đầu với Min trong ngày 11 tháng 7,, sau đó là Fei vào ngày 12 tháng 7, Jia vào ngày 13 tháng 7  và kết thúc với Suzy ngày 14 tháng 7. Video ca nhạc đầy đủ của Good Bye Baby được phát hành vào ngày 18 tháng 7 trên trang Youtube chính thức của nhóm, cùng với việc phát hành album.

## Danh sách ca khúc
| Danh sách ca khúc chính thức | Danh sách ca khúc chính thức | Danh sách ca khúc chính thức |
| STT                          | Nhan đề                      | Thời lượng                   |
| ---------------------------- | ---------------------------- | ---------------------------- |
| 1.                           | "One to Ten"                 | 3:37                         |
| 2.                           | "Good Bye Baby"              | 3:46                         |
| 3.                           | "Help Me"                    | 3:19                         |
| 4.                           | "Break It"                   | 3:50                         |
| 5.                           | "Mr. Johnny"                 | 3:07                         |
| 6.                           | "Play That Music DJ" (그)    | 3:17                         |
| 7.                           | "Step Up"                    | 2:47                         |
| 8.                           | "Breathe"                    | 3:34                         |
| 9.                           | "Blankly" (멍하니)           | 4:45                         |
| 10.                          | "Love Again" (다시 사랑)     | 3:26                         |
| 11.                          | "Love Alone"                 | 3:33                         |
| 12.                          | "Bad Girl Good Girl"         | 3:37                         |
| 13.                          | "Good Bye Baby" (Silver Mix) | 3:53                         |
| Tổng thời lượng:             | Tổng thời lượng:             | 46:04                        |

## Xếp hạng
| Bảng xếp hạng    | Xếp hạng cao nhất |
| ---------------- | ----------------- |
| Gaon album chart | -                 |

| "Good Bye Baby"      | 1 |
| "Bad Girl Good Girl" | 1 |
| "Breathe"            | 1 |
| "Love Alone"         | 4 |
| "Love Again"         | 6 |

| "One to Ten"                 | 11  |
| "Help Me"                    | 28  |
| "Mr. Johnny"                 | 48  |
| "Break It"                   | 65  |
| "Play the Song DJ"           | 41  |
| "Blankly"                    | 39  |
| "Step Up"                    | 34  |
| "Good Bye Baby (Silver Mix)" | 154 |